# جلیل هاشم
جلیل هاشم (انگلیسی: Jalil Hashim) بازیکن بسکتبال اهل عراق بود.